# Liste von Hasenbrunnen
In dieser Liste sind Hasenbrunnen aufgeführt, also Brunnen im öffentlichen Raum, die Hasen zum Thema haben.

## Deutschland
| Bezeichnung                            | Bild           | Standort                               | Bundesland          | Künstler     | Errichtung Einweihung | Weitere Informationen |
| -------------------------------------- | -------------- | -------------------------------------- | ------------------- | ------------ | --------------------- | --------------------- |
| Has'- und-Igel-Brunnen                 | weitere Bilder | Buxtehude, Lange Straße (Lage)         | Niedersachsen       |              |                       |                       |
| Hasenbrunnen (Durlach) (Liebesbrunnen) | weitere Bilder | Karlsruhe-Durlach (Lage)               | Baden-Württemberg   |              |                       |                       |
| Hasenbrunnen (Friedrichshafen)         | weitere Bilder | Friedrichshafen (Bodenseekreis) (Lage) | Baden-Württemberg   | Gernot Rumpf |                       |                       |
| Hasenbrunnen (Werne)                   |                | Werne, Fußgängerzone (Kreis Unna)      | Nordrhein-Westfalen |              |                       |                       |

## Weitere
| Bezeichnung                  | Bild | Standort                                                         | Staat                  | Künstler                    | Errichtung Einweihung | Weitere Informationen     |
| ---------------------------- | ---- | ---------------------------------------------------------------- | ---------------------- | --------------------------- | --------------------- | ------------------------- |
| Hasenbrunnen (Godmersham)    |      | Godmersham (Borough of Ashford, Kent, South East England) (Lage) | Vereinigtes Königreich |                             |                       |                           |
| Hasenbrunnen (Basel)         |      | Basel (Lage)                                                     | Schweiz                | Ludwig Burckhardt-Schönauer | 1867                  | Trinkwasserbrunnen; siehe |
| Hasenbrunnen (San Francisco) |      | San Francisco, Tutla Municipality                                | USA                    |                             |                       |                           |